# Gran Premio d'Italia 1983
Il Gran Premio d'Italia 1983 è stata la tredicesima prova della stagione 1983 del Campionato mondiale di Formula 1. Si è corsa domenica 11 settembre 1983 sul Circuito di Monza. La gara è stata vinta dal brasiliano Nelson Piquet su Brabham-BMW; per il vincitore si trattò del nono successo nel mondiale.  Ha preceduto sul traguardo il francese René Arnoux su Ferrari e lo statunitense Eddie Cheever su Renault.

## Vigilia

### Sviluppi futuri
La Michelin, che riforniva gli pneumatici a 6 scuderie, decise che, dalla stagione 1984, a causa dell'elevato costo della fornitura e del trasporto (che non veniva coperto dalla FOCA), avrebbe limitato il rapporto a Renault, Brabham e McLaren. Alle altre tre scuderie (Alfa Romeo, Osella e Ligier) venne proposta una fornitura a pagamento.
La Williams effettuò i primi test con i motori Honda, ma l'esordio della nuova monoposto era previsto solo per l'ultima gara della stagione, in Gran Premio del Sudafrica. La Ferrari prospettò l'impiego, per il 1984, di un motore completamente nuovo, sempre sovralimentato, ma con soli 4 cilindri.
Prima della gara venne presentata la prima bozza di calendario per il 1984. Il campionato sarebbe iniziato il 26 febbraio col Gran Premio del Brasile; il Gran Premio del Sudafrica sarebbe anticipato in primavera, così come il Gran Premio del Belgio, portato da maggio ad aprile. Il Gran Premio di Gran Bretagna sarebbe tornato a Brands Hatch; saltato il Circuito di Long Beach, venivano inserite altre due gare nel Stati Uniti d'America: una a Dallas in estate, e una, da disputarsi a New York o Miami, quale ultima prova della stagione.

### Aspetti tecnici
La McLaren portò la nuova vettura a motore TAG Porsche anche a John Watson; la RAM utilizzò per la prima volta, sulla sua unica monoposto, il propulsore Ford Cosworth DFY. Molte modifiche vennero proposte dalla Brabham: sul motore BMW venne montato il nuovo turbo KKK; vennero modificati anche pistoni e turbine; venne testato anche un nuovo sistema di raffreddamento. Venne messa in dubbio però la regolarità del carburante utilizzato dal team britannico; da un'analisi effettuata al Gran Premio di Gran Bretagna, e ripetuta a Monza, esso risultava oltre i limiti di ottani consentiti.
Anche il sistema di raffreddamento della Ferrari venne rivisto, così come vennero migliorate le sospensioni anteriori. Anche la Renault presentò una monoposto fortemente rivisitata per Alain Prost. Altre modifiche furono presentate dalla Tyrrell.
Sulla Williams del francese Jacques Laffite vennero testati dei nuovi pneumatici radiali della Goodyear.

### Aspetti sportivi

Alain Prost giunse, al gran premio di Monza, in testa al campionato mondiale piloti.

La presenza della Scuderia Ferrari era stata messa in dubbio da uno sciopero annunciato dal consiglio di fabbrica, a causa della mancata firma sul rinnovo del contratto dei metalmeccanici. Anche la presenza di Niki Lauda era incerta, per la puntura di un insetto, che lo aveva costretto a rimanere a letto per alcuni giorni.
Per la gara venne costruita una nuova tribuna fissa da 2.500 posti, ed approntate tribune mobili per altri 6.000, portando così la capienza a 85.000 posti, con 25.000 posti numerati. I prezzi per assistere alla gara andavano dalle 120.000 lire della tribuna centrale, alle 16.000 per il prato. L'organizzazione dell'evento costava 3 miliardi e 200 milioni, di cui oltre un miliardo e 380 milioni venivano destinati alla FOCA, come ingaggio); sarebbero stati incassati due miliardi e mezzo dalla vendita dei biglietti, mentre il resto della spesa sarebbe stato coperto dagli sponsor. Il giro d'affari totale, legato alla gara, era valutato sui 10 miliardi.
Dopo le contestazioni che i tifosi italiani manifestarono nei confronti di Alain Prost e Nelson Piquet, nel corso dei test, svolti a Monza ad agosto, il francese decise di farsi accompagnare da una guardia del corpo, durante il weekend del gran premio.
A fine agosto, invece, la pista fu utilizzata nuovamente dalla Scuderia Ferrari, per delle prove. Oltre 5.000 persone assistettero agli allenamenti della scuderia italiana con René Arnoux. Altri team, oltre che l'altro ferrarista Patrick Tambay testarono invece il Circuito di Brands Hatch, sede del Gran Premio d'Europa.

## Qualifiche

### Resoconto

Riccardo Patrese festeggia la seconda pole position della carriera.

Nella prima giornata di prove ufficiali ben 50.000 spettatori accorsero sul circuito brianzolo. Con un clima caldo ma nuvoloso, le due Brabham di Nelson Piquet e di Riccardo Patrese furono le due monoposto più rapide, con Piquet che staccò di soli 51 millesimi il padovano. Staccato di 5 decimi dal brasiliano chiuse invece René Arnoux, che precedette il compagno di scuderia Patrick Tambay. I due piloti della Renault, Eddie Cheever e Alain Prost chiusero invece solo sesto e settimo, preceduti anche da Andrea De Cesaris. Il francese subì dei problemi al motore. La veloce pista favorì decisamente le monoposto che montavano motori turbo: il primo dei piloti, con a disposizione motori aspirati, fu Keke Rosberg, solo sedicesimo, staccato di oltre sei secondi.
Al sabato la situazione di classifica si ribaltò: Patrese colse la sua seconda pole position nel mondiale di F1, mentre anche di due portacolori della Ferrari, Tambay e Arnoux, furono capaci di sopravanzare Piquet. Il brasiliano ruppe il motore da qualifica, montato sulla sua vettura. Tentò, negli ultimi istanti della sessione, di utilizzare la vettura di Patrese, ma senza riuscire a far segnare un tempo migliore. Migliorò anche Prost, che chiuse quinto, precedendo De Cesaris e Cheever. Patrese fu il primo italiano a cogliere la pole position, nel gran premio di casa, dal 1953, quando la partenza al palo era stata conquistata da Alberto Ascari. Tra i non qualificati vi fu Jacques Laffite, la cui ultima mancata qualifica risaliva al Gran Premio di Monaco 1975.

### Risultati
Nella sessione di qualifica si è avuta questa situazione:
| Pos | Nº | Pilota             | Costruttore             | Tempo    | Griglia |
| --- | -- | ------------------ | ----------------------- | -------- | ------- |
| 1   | 6  | Riccardo Patrese   | Brabham-BMW             | 1'29"122 | 1       |
| 2   | 27 | Patrick Tambay     | Ferrari                 | 1'29"650 | 2       |
| 3   | 28 | René Arnoux        | Ferrari                 | 1'29"901 | 3       |
| 4   | 5  | Nelson Piquet      | Brabham-BMW             | 1'30"202 | 4       |
| 5   | 15 | Alain Prost        | Renault                 | 1'31"144 | 5       |
| 6   | 22 | Andrea De Cesaris  | Alfa Romeo              | 1'31"272 | 6       |
| 7   | 16 | Eddie Cheever      | Renault                 | 1'31"564 | 7       |
| 8   | 11 | Elio de Angelis    | Lotus-Renault           | 1'31"628 | 8       |
| 9   | 9  | Manfred Winkelhock | ATS-BMW                 | 1'31"959 | 9       |
| 10  | 23 | Mauro Baldi        | Alfa Romeo              | 1'32"407 | 10      |
| 11  | 12 | Nigel Mansell      | Lotus-Renault           | 1'32"423 | 11      |
| 12  | 35 | Derek Warwick      | Toleman-Hart            | 1'32"677 | 12      |
| 13  | 8  | Niki Lauda         | McLaren-TAG Porsche     | 1'33"133 | 13      |
| 14  | 36 | Bruno Giacomelli   | Toleman-Hart            | 1'33"384 | 14      |
| 15  | 7  | John Watson        | McLaren-TAG Porsche     | 1'34"705 | 15      |
| 16  | 1  | Keke Rosberg       | Williams-Ford Cosworth  | 1'35"291 | 16      |
| 17  | 40 | Stefan Johansson   | Spirit-Honda            | 1'35"483 | 17      |
| 18  | 30 | Thierry Boutsen    | Arrows-Ford Cosworth    | 1'35"624 | 18      |
| 19  | 25 | Jean-Pierre Jarier | Ligier-Ford Cosworth    | 1'36"220 | 19      |
| 20  | 29 | Marc Surer         | Arrows-Ford Cosworth    | 1'36"435 | 20      |
| 21  | 33 | Roberto Guerrero   | Theodore-Ford Cosworth  | 1'36"619 | 21      |
| 22  | 4  | Danny Sullivan     | Tyrrell-Ford Cosworth   | 1'36"644 | 22      |
| 23  | 32 | Piercarlo Ghinzani | Osella-Alfa Romeo       | 1'36"647 | 23      |
| 24  | 3  | Michele Alboreto   | Tyrrell-Ford Cosworth   | 1'36"788 | 24      |
| 25  | 31 | Corrado Fabi       | Osella-Alfa Romeo       | 1'36"834 | 25      |
| 26  | 34 | Johnny Cecotto     | Theodore-Ford Cosworth  | 1'37"105 | 26      |
| NQ  | 26 | Raul Boesel        | Ligier-Ford Cosworth    | 1'37"186 | NQ      |
| NQ  | 2  | Jacques Laffite    | Williams-Ford Cosworth  | 1'37"245 | NQ      |
| NQ  | 17 | Kenny Acheson      | RAM March-Ford Cosworth | 1'37"272 | NQ      |

## Gara

### Resoconto
Al termine del warm up, Alain Prost decise di affrontare la gara col muletto, che gli aveva consentito di essere il più rapido nelle libere della domenica mattina.
Riccardo Patrese mantenne il comando della gara al via, seguito da Nelson Piquet, che aveva passato le due Ferrari. Anche Eddie Cheever fu autore di un'ottima partenza, che lo portò quinto. Seguivano De Cesaris, Prost e De Angelis. Nelle retrovie la due Toleman ebbero un cattivo start; Keke Rosberg, al fine di evitare Bruno Giacomelli, dovette portare la sua vettura oltre la linea bianca che delimitava la pista.

Nelson Piquet taglia vittorioso il traguardo della gara.

Tambay venne passato nel secondo giro da Arnoux, e venne attaccato da Cheever, il giro dopo. Il sopraggiungente De Cesaris mancò la frenata, colpendo l'auto del francese. Il pilota dell'Alfa Romeo terminò la gara nella via di fuga, mentre sia Tambay, che Alain Prost, che aveva sfiorato la collisione con De Cesaris, poterono proseguire il gran premio. Chi, invece, fu costretto ad abbandonare, fu Riccardo Patrese, che si trovò col motore fuori uso. Nelson Piquet si trovò così al comando, seguito da René Arnoux, Eddie Cheever, Patrick Tambay e Alain Prost.
Al quinto giro si ritirò anche Mauro Baldi, mentre era settimo. La classifica, almeno nelle prime posizioni, rimase invariata fino all'undicesimo passaggio, quando Elio De Angelis passò Prost, che subiva degli pneumatici deteriorati dalla manovra che il francese aveva fatto per evitare l'incidente con De Cesaris.
Tre giri dopo il pilota romano passò anche Tambay, anche lui limitato, da un problema al motore. Il ferrarista, al giro 23, sbagliò una manovra di doppiaggio, e terminò nella via di fuga, senza però essere costretto al ritiro. Non ne approfittò però Prost, che rimase alle spalle del connazionale. Al giro 25 sia Cheever che De Angelis effettuarono il loro rifornimento. Un giro dopo toccò ad Arnoux e Prost. Il pilota della Renault aveva però rotto una turbina del suo turbo: decise così di ritirarsi il giro seguente.
La gara era sempre comandata da Nelson Piquet, che precedeva Arnoux, Cheever, Tambay, De Angelis e Bruno Giacomelli. Cheever tentò un sorpasso, senza successo, alla prima chicane su Arnoux, mentre Piquet entrò ai box per la sua sosta. Purtroppo Niki Lauda, che aveva appena rifornito, si fermò proprio sulla piazzola della Brabham: i meccanici della scuderia britannica, con l'aiuto dello stesso Bernie Ecclestone, spinsero la vettura dell'austriaco, che poté ripartire e consentire a Piquet di effettuare il rifornimento.
Piquet rimase in testa al gran premio, riducendo però la pressione del suo turbo, per evitare avarie nella parte finale della gara; questo permise ad Arnoux e Cheever (che continuavano a duellare vicini) di avvicinarsi al brasiliano. La lotta tra il ferrarista e il pilota Renault si chetò nei giri seguenti, in quanto Eddie Cheever perse l'uso della quarta marcia. Anche Elio De Angelis scontava problemi al cambio.
Nelson Piquet conquistò la sua seconda vittoria in stagione, davanti a René Arnoux ed Eddie Cheever. Elio De Angelis conquistò i primi punti della stagione, mentre Nigel Mansell cedette la settima posizione a Giacomelli, alla Parabolica, impaurito dai tifosi che stavano già cominciando a invadere la pista per i festeggiamenti del dopo gara.

### Risultati
I risultati del gran premio furono i seguenti:
| Pos | No | Pilota             | Costruttore             | Giri | Tempo/Ritiro            | Pos. Griglia | Punti |
| --- | -- | ------------------ | ----------------------- | ---- | ----------------------- | ------------ | ----- |
| 1   | 5  | Nelson Piquet      | Brabham-BMW             | 52   | 1h23'10"880             | 4            | 9     |
| 2   | 28 | René Arnoux        | Ferrari                 | 52   | + 10"212                | 3            | 6     |
| 3   | 16 | Eddie Cheever      | Renault                 | 52   | + 18"612                | 7            | 4     |
| 4   | 27 | Patrick Tambay     | Ferrari                 | 52   | + 29"023                | 2            | 3     |
| 5   | 11 | Elio De Angelis    | Lotus-Renault           | 52   | + 53"680                | 8            | 2     |
| 6   | 35 | Derek Warwick      | Toleman-Hart            | 52   | + 1'13"348              | 12           | 1     |
| 7   | 36 | Bruno Giacomelli   | Toleman-Hart            | 52   | + 1'33"922              | 14           |       |
| 8   | 12 | Nigel Mansell      | Lotus-Renault           | 52   | + 1'36"035              | 11           |       |
| 9   | 25 | Jean-Pierre Jarier | Ligier-Ford Cosworth    | 51   | + 1 giro                | 19           |       |
| 10  | 29 | Marc Surer         | Arrows-Ford Cosworth    | 51   | + 1 giro                | 20           |       |
| 11  | 1  | Keke Rosberg       | Williams-Ford Cosworth  | 51   | + 1 giro                | 16           |       |
| 12  | 34 | Johnny Cecotto     | Theodore-Ford Cosworth  | 50   | + 2 giri                | 26           |       |
| 13  | 33 | Roberto Guerrero   | Theodore-Ford Cosworth  | 50   | + 2 giri                | 21           |       |
| Rit | 31 | Corrado Fabi       | Osella-Alfa Romeo       | 45   | Motore                  | 25           |       |
| Rit | 4  | Danny Sullivan     | Tyrrell-Ford Cosworth   | 44   | Alimentazione           | 22           |       |
| Rit | 30 | Thierry Boutsen    | Arrows-Ford Cosworth    | 41   | Motore                  | 18           |       |
| Rit | 9  | Manfred Winkelhock | ATS-BMW                 | 35   | Stanchezza              | 9            |       |
| Rit | 3  | Michele Alboreto   | Tyrrell-Ford Cosworth   | 28   | Frizione                | 24           |       |
| Rit | 15 | Alain Prost        | Renault                 | 26   | Turbo                   | 5            |       |
| Rit | 8  | Niki Lauda         | McLaren-TAG Porsche     | 24   | Problemi elettrici      | 13           |       |
| Rit | 7  | John Watson        | McLaren-TAG Porsche     | 13   | Problemi elettrici      | 15           |       |
| Rit | 32 | Piercarlo Ghinzani | Osella-Alfa Romeo       | 10   | Cambio                  | 23           |       |
| Rit | 23 | Mauro Baldi        | Alfa Romeo              | 4    | Turbo                   | 10           |       |
| Rit | 40 | Stefan Johansson   | Spirit-Honda            | 4    | Distributore            | 17           |       |
| Rit | 6  | Riccardo Patrese   | Brabham-BMW             | 2    | Motore                  | 1            |       |
| Rit | 22 | Andrea De Cesaris  | Alfa Romeo              | 2    | Collisione con P.Tambay | 6            |       |
| NQ  | 26 | Raul Boesel        | Ligier-Ford Cosworth    |      |                         |              |       |
| NQ  | 2  | Jacques Laffite    | Williams-Ford Cosworth  |      |                         |              |       |
| NQ  | 17 | Kenny Acheson      | RAM March-Ford Cosworth |      |                         |              |       |

## Classifiche

### Piloti
| Pos. | Pilota            | Punti |
| ---- | ----------------- | ----- |
| 1    | Alain Prost       | 51    |
| 2    | René Arnoux       | 49    |
| 3    | Nelson Piquet     | 46    |
| 4    | Patrick Tambay    | 40    |
| 5    | Keke Rosberg      | 25    |
| 6    | John Watson       | 22    |
| 7    | Eddie Cheever     | 21    |
| 8    | Niki Lauda        | 12    |
| 9    | Jacques Laffite   | 11    |
| 10   | Michele Alboreto  | 10    |
| 11   | Andrea De Cesaris | 6     |
| 12   | Nigel Mansell     | 6     |
| 13   | Riccardo Patrese  | 4     |
| 14   | Marc Surer        | 4     |
| 15   | Derek Warwick     | 4     |
| 16   | Mauro Baldi       | 3     |
| 17   | Elio De Angelis   | 2     |
| 18   | Danny Sullivan    | 2     |
| 19   | Johnny Cecotto    | 1     |

### Costruttori
| Pos. | Team                   | Punti |
| ---- | ---------------------- | ----- |
| 1    | Ferrari                | 89    |
| 2    | Renault                | 72    |
| 3    | Brabham-BMW            | 50    |
| 4    | Williams-Ford Cosworth | 36    |
| 5    | McLaren-Ford Cosworth  | 34    |
| 6    | Tyrrell-Ford Cosworth  | 12    |
| 7    | Alfa Romeo             | 9     |
| 8    | Lotus-Renault          | 7     |
| 9    | Toleman-Hart           | 4     |
| 10   | Arrows-Ford Cosworth   | 4     |
| 11   | Theodore-Ford Cosworth | 1     |
| 12   | Lotus-Ford Cosworth    | 1     |

## Decisioni della giuria
Al termine della gara la giuria penalizzò di un minuto Keke Rosberg, che era giunto ottavo nel gran premio, per aver superato la linea bianca che delimita la pista, alla partenza. Il finlandese scese così in undicesima posizione.